# Nadeschda Dubowizkaja
Nadeschda Wassiljewna Dubowizkaja (russisch Наде́жда Васильевна Дубовицкая, engl. Transkription Nadezhda Dubovitskaya; * 12. März 1998 in Semipalatinsk, Oblys Ostkasachstan) ist eine kasachische Leichtathletin, die sich auf den Hochsprung spezialisiert hat und in dieser Disziplin aktuell Inhaberin des Asienrekordes ist.

## Sportliche Laufbahn
Erste internationale Erfahrungen sammelte Nadeschda Dubowizkaja bei den Juniorenasienmeisterschaften 2016 in der Ho-Chi-Minh-Stadt, bei denen sie mit 1,74 m die Silbermedaille hinter der Chinesin Chai Yanbo gewann. Kurz darauf nahm sie an den U20-Weltmeisterschaften im polnischen Bydgoszcz teil, schied dort aber bereits in der Qualifikation aus. 2017 erfolgte die Teilnahme an den Asienmeisterschaften in Bhubaneswar, bei denen sie mit 1,75 m den geteilten sechsten Platz belegte. 2018 nahm sie an den Hallenasienmeisterschaften in Teheran teil und gewann dort mit 1,80 m die Bronzemedaille. Ende August nahm sie erstmals an den Asienspielen in Jakarta teil und gewann dort mit 1,84 m die Bronzemedaille hinter den beiden Usbekinnen Svetlana Radzivil und Nadiya Dusanova.
2019 gewann sie bei den Leichtathletik-Asienmeisterschaften in Doha mit neuer Bestleistung von 1,88 m die Silbermedaille hinter Dusanova. Im Juli belegte sie bei der Sommer-Universiade in Neapel mit 1,80 m den geteilten sechsten Platz. 2021 übersprang sie bei den kasachischen Meisterschaften 2,00 m und stellte damit einen neuen Asienrekord auf und qualifizierte sich damit für die Olympischen Sommerspiele in Tokio, bei denen sie mit 1,86 m in der Qualifikation ausschied. Im Jahr darauf startete sie bei den Hallenweltmeisterschaften in Belgrad und gewann dort mit einer Höhe von 1,98 m die Bronzemedaille hinter der Ukrainerin Jaroslawa Mahutschich und Eleanor Patterson aus Australien. Ende Mai wurde sie beim Prefontaine Classic in Eugene mit 1,93 m Dritte und anschließend belegte sie bei den Weltmeisterschaften ebendort mit 1,96 m im Finale den achten Platz. 2023 siegte sie bei den Hallenasienmeisterschaften in Astana mit einer Höhe von 1,89 m. Ende Mai wurde sie beim Meeting International Mohammed VI d’Athlétisme de Rabat mit 1,87 m Dritte und im August belegte sie bei den World University Games in Chengdu mit 1,84 m den vierten Platz. Kurz darauf gelangte sie bei den Weltmeisterschaften in Budapest mit 1,90 m im Finale auf den neunten Platz. Im Oktober gewann sie bei den Asienspielen in Hangzhou mit 1,86 m die Bronzemedaille hinter den Usbekinnen Safina Saʼdullayeva und Svetlana Radzivil. Im Jahr darauf belegte sie bei den Hallenweltmeisterschaften in Glasgow mit 1,88 m den achten Platz und  schied im August bei den Olympischen Sommerspielen in Paris mit 1,83 m in der Qualifikationsrunde aus.
2025 belegte sie bei den Asienmeisterschaften in Gumi mit übersprungenen 1,86 m den vierten Platz.
In den Jahren 2019, 2021 und 2023 wurde Dubowizkaja kasachische Meisterin im Hochsprung im Freien sowie 2018 und 2019 sowie von 2021 bis 2023 in der Halle. Sie ist Lehramtsstudentin für Sport an der Academic Innovation University in Schymkent.